# 新集镇 (五河县)
新集镇，是中华人民共和国安徽省蚌埠市五河县下辖的一个乡镇级行政单位。

## 行政区划
新集镇下辖以下地区：
新集村、新台村、许场村、王场村、李八村、许林村、三岔村、赤龙村、小周村、姚管村、沈塘村、马桥村、双河村和潘圩村。